# Gottfried Forssman
Gottfried Forssman, född 17 juli 1759, död 14 januari 1823, var en svensk ämbetsman.
Forssman var kanslist vid Justitiedepartementet, därefter registrator vid Svea hovrätt med titeln kunglig expeditionssekreterare. Han var medlem av Par Bricole och Utile Dulci och en mångsidig amatörmusiker som spelade flöjt, violin, viola och cembalo. Forssman blev invald som ledamot 130 i Kungliga Musikaliska Akademien den 10 oktober 1792.